# Marienkapelle an der Kahlquelle

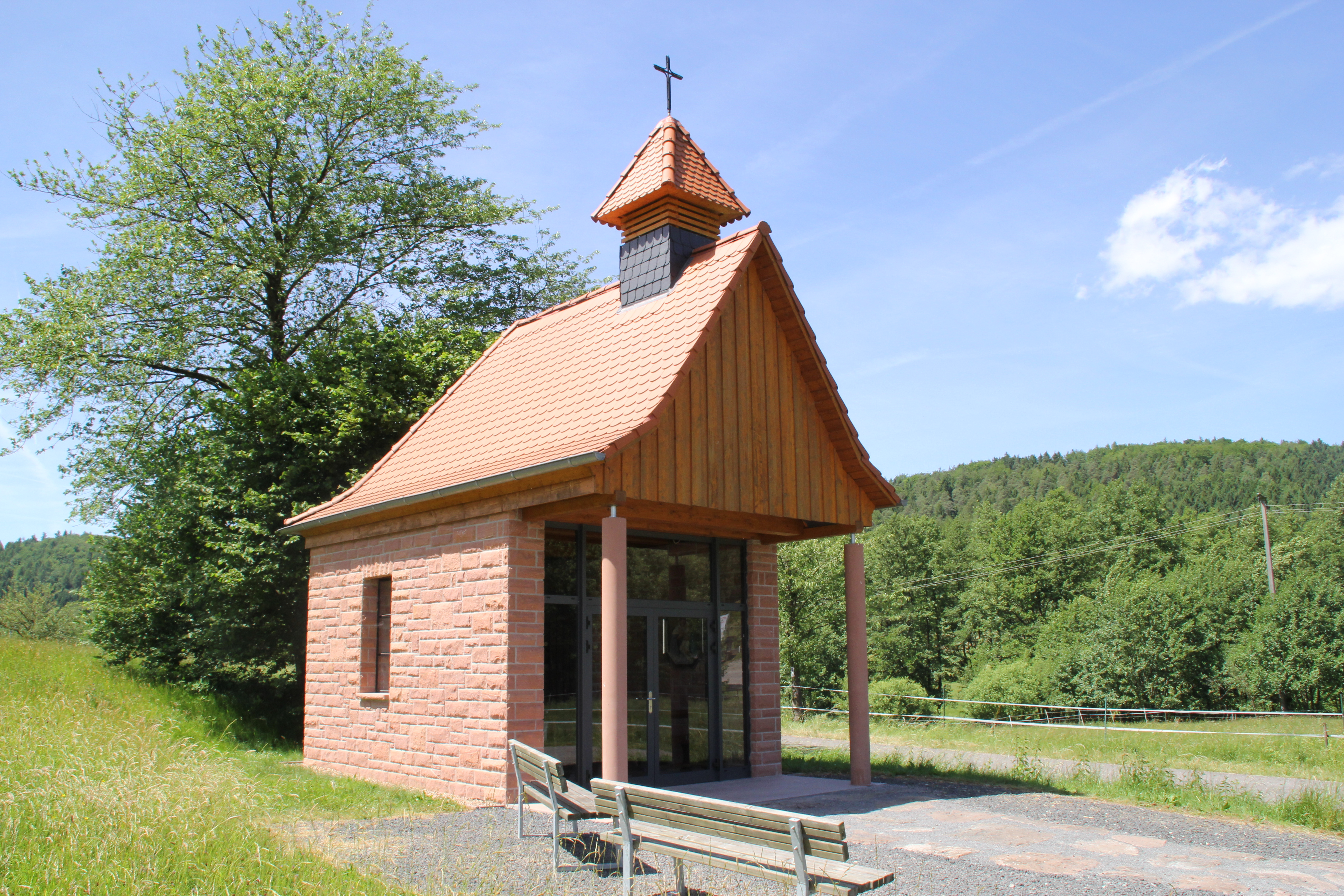
Marienkapelle an der Kahlquelle

Die Marienkapelle an der Kahlquelle ist eine Kapelle bei Kleinkahl im Landkreis Aschaffenburg in Unterfranken.

## Beschreibung

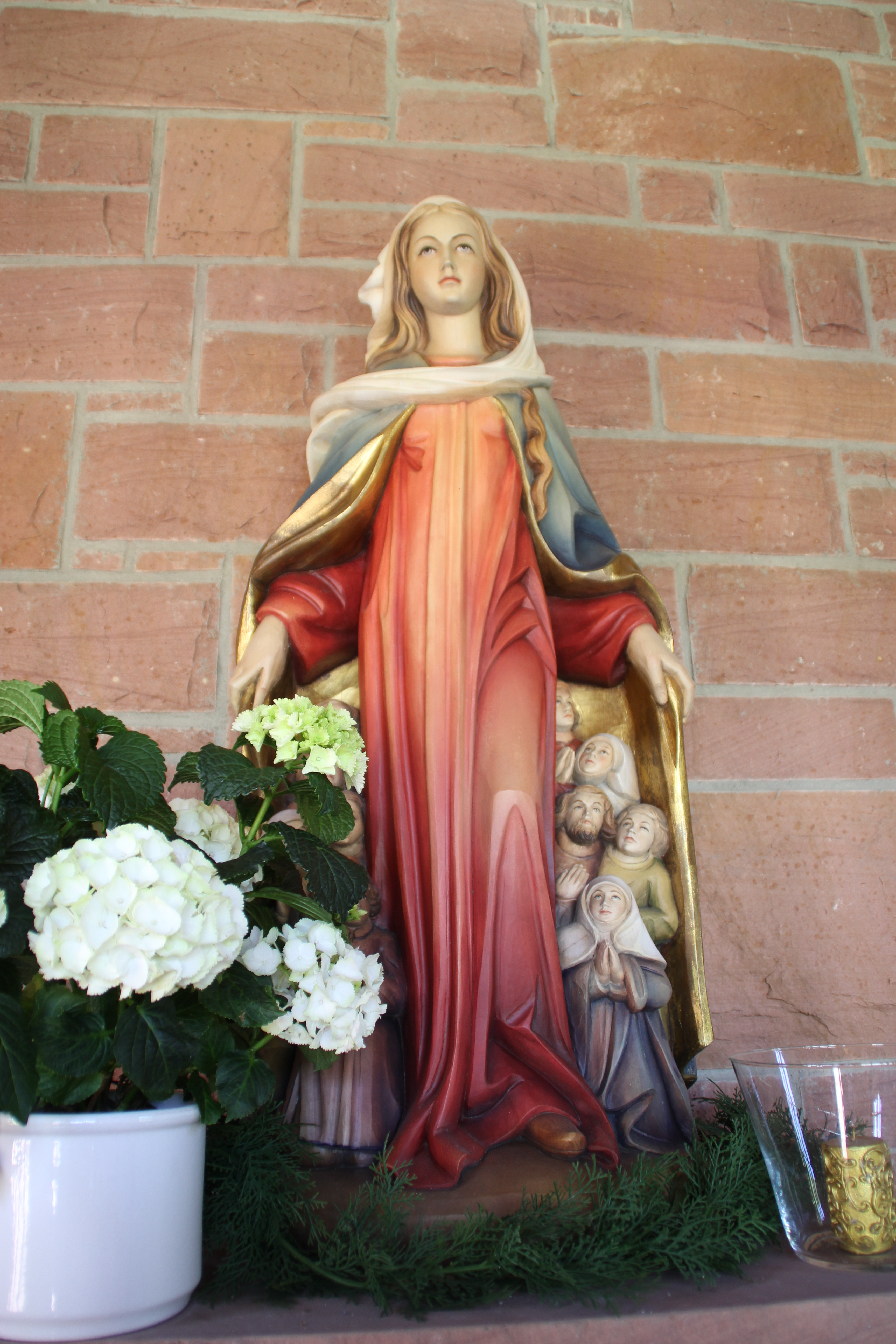
Mantelmadonna in der Kapelle

Die Marienkapelle steht auf freiem Feld im oberen Kahlgrund auf der Gemarkung von Edelbach, südwestlich des Weilers Bamberger Mühle. Sie befindet sich am Fuße des Ölberges (461 m) direkt am Kahltal-Spessart-Radweg links der jungen Kahl, etwa 500 m unterhalb der Kahlquellen.
Die Kapelle wurde 2009–2010 vom Kleinkahler Kapellenverein erbaut und am 6. Juni 2010 bischöflich der heiligen Maria geweiht. Im Inneren befindet sich eine Mantelmadonna aus Holz, die im Bayerischen Wald hergestellt wurde.